# Bell UH-1 Iroquois
Bell UH-1 Iroquois – wielozadaniowy amerykański śmigłowiec. Popularnie znany jako „Huey”.

## Historia
Skonstruowany przez biuro Bell Helicopter Textron. Prace nad śmigłowcem rozpoczęto w 1955 roku (był to rok zaakceptowania przez armię amerykańską nowego modelu – 204). Pierwszego oblotu prototypu o nazwie XH-40 dokonano 22 października 1956. Po udanym locie zbudowano kilka maszyn serii próbnej, nazwanej później YH-40. Po serii badań i testów śmigłowiec został przyjęty na wyposażenie armii USA. Śmigłowce pierwszej serii –  wersja UH-1A (model 204) miały silnik o mocy 860 KM i mieściły 6 pasażerów. Do jednostek US Army maszyny te trafiały od 30 czerwca 1959 do marca 1961.

## Wersje
UH-1 jest powszechnie znany z wojny w Wietnamie, gdzie służył jako śmigłowiec transportowy, wsparcia powietrznego i medycznego. Zyskał w tym czasie różne przydomki: Slick – wersja transportowa, Hog – wersja uzbrojona, Iroquois – wersja wielozadaniowa, Dustoff – wersja MEDEVAC. Wersja UH-1B miała mocniejszy silnik i mogła zabrać na pokład więcej pasażerów lub ładunku. Kolejna wersja – UH-1C wyposażona została w większy zbiornik paliwa, szersze łopaty wirnika nośnego i śmigło wirnika ogonowego o odwróconym profilu – armii przekazano około 767 egzemplarzy śmigłowca tego typu. W międzyczasie powstał kolejny model śmigłowca Bell – 205 – który od poprzedników różnił się mocniejszym silnikiem (1100 KM), prócz tego wydłużony został kadłub, by móc zabrać na pokład więcej żołnierzy (maksymalnie 12). Armii USA dostarczono 2201 egzemplarzy Bell 205 w wersji UH-1D. Na helikopterze montowano wiele typów uzbrojenia, w tym na burtach transportowych UH-1D karabin maszynowy M-60D, a w wersji wsparcia UH-1C zasobniki niekierowanych pocisków 70mm i karabiny M134 Minigun.
Wersje wojskowe:
- XH-40 i YH-40 – prototypy.
- UH-1A – pierwszy model produkcyjny Bell 204, wyprodukowano 182 egzemplarzy.
- UH-1B – ulepszona wersja A, wyprodukowano 1014.
- UH-1C – wersji UH-1B brakowało mocy niezbędnej do przenoszenia broni i amunicji oraz nadążania z transportami, dlatego Bell zaprojektował kolejny wariant „Hueya”, UH-1C, przeznaczony wyłącznie do roli bojowej. Jest to UH-1B z ulepszonym silnikiem, zmodyfikowanymi łopatkami i głowicą wirnika dla lepszych osiągów w roli śmigłowca bojowego. Zbudowano 767 maszyn.
- UH-1D – początkowy model produkcyjny Bell 205 (wersja 204 z długim kadłubem). Zaprojektowany jako następca CH-34, który był wówczas w służbie armii amerykańskiej. Zbudowano 2008 sztuk, wiele później przekonwertowano do standardu UH-1H.

- UH-1E – wersja umożliwiająca start z okrętu desantowego,
  - UH-1F – wersja transportowa dla USAF, wyposażona w silnik o mocy 1272 KM,
- UH-1H – wersja transportowa dla US Army, wyposażona w silnik o mocy 1400 KM.
- HH-1K – specjalny wariant SAR dla US Navy
- TH-1L – wersja szkolna oparta na modelu HH-1K
- UH-1M – modernizacja UH-1C z silnikiem Lycoming T53-L-13 o mocy 1400 KM (1000 kW).
- UH-1N Twin Huey – pierwszy model produkcyjny Bell 212, napędzany przez Pratt & Whitney Canada T400-CP-400.
- UH-1P – wariant UH-1F dla sił zbrojnych USAF do użytku w operacjach specjalnych, używane wyłącznie przez 20 Dywizjon Operacji Specjalnych USAF
- EH-1U – 2 egzemplarze UH-1H zmodyfikowane dla pod walkę elektroniczną Multiple Target Electronic Warfare System (MULTEWS).
- UH-1V – wersja ewakuacji medycznej dla US Army
- EH-1X – 10 egzemplarzy UH-1H przekształconych do walki elektronicznej w ramach programu „Quick Fix IIA”
- UH-1Y Venom – ulepszona wersja UH-1N dla US Marine Corps
- Bell 204
  - Agusta-Bell AB 204 – wojskowy śmigłowiec transportowy. Produkowany na licencji we Włoszech przez firmę Agusta.
  - Agusta-Bell AB 204AS – wersja zwalczania  okrętów podwodnych
  - Fuji-Bell 204B-2 – wojskowy śmigłowiec transportowy. Zbudowany na licencji w Japonii przez Fuji Heavy Industries. Używany przez Japońskie Siły Samoobrony pod nazwą Hiyodori.
- Bell 205
  - Bell 205A-1 – wojskowy śmigłowiec transportowy, oparty na UH-1H.
  - Bell 205A-1A – wersja 205A-1, ale z uzbrojeniem i inną awioniką. Wyprodukowano specjalnie dla Izraela.
  - Agusta-Bell 205 – wojskowy śmigłowiec transportowy. Produkowany na licencji we Włoszech przez firmę Agusta.
- Dornier UH-1D – wojskowy śmigłowiec transportowy. Produkowany na licencji w Niemczech przez firmę Dornier.
- UH-1J – ulepszona japońska wersja UH-1H zbudowana na licencji w Japonii przez Fuji Heavy Industries otrzymała lokalnie oznaczenie UH-1J. Wyposażona w silnik turbowałowy Allison T53-L-703 o mocy 1343 kW (1800 KM), system redukcji drgań, środki zaradcze na podczerwień i kokpit kompatybilny z goglami noktowizyjnymi (NVG).

Po wojnie w Wietnamie zmieniona została nomenklatura wersji tego śmigłowca.

## Użytkownicy
- Stany Zjednoczone
  - United States Army – dostarczono 9784 UH-1 różnych wersji, głównie UH-1D i UH-1H. Ogółem 7013 UH-1 brało udział w wojnie wietnamskiej, z których 3305 utracono (3090 z nich należało do US Army)[4][5]. Między rokiem 1978 i 1989 dla ich zastąpienia dostarczono 1048 UH-60A Black Hawk[6], ostatnie egzemplarze Huey w US Army zastąpi 345 UH-72A Lakota(inne języki).

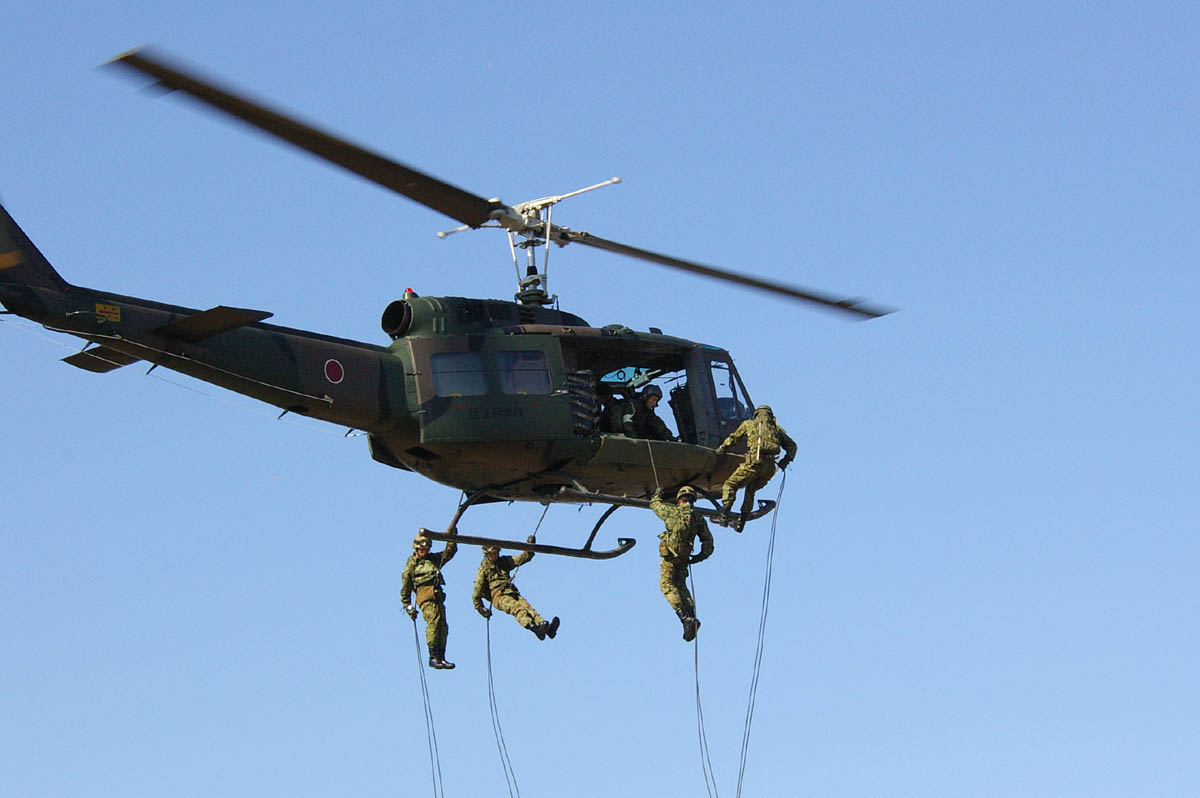
UH-1H „Huey” w służbie Japońskiej